# Алексеенки
Алексеенки — деревня в Можайском районе Московской области, в составе Сельского поселения Борисовское. На 2010 год, по данным Всероссийской переписи 2010 года, постоянного населения не зафиксировано. До 2006 года Алексеенки входили в состав Ямского сельского округа.
Деревня расположена в южной части района, примерно в 13 км к юго-западу от Можайска, на левом берегу реки Мжут, высота центра над уровнем моря 209 м. Ближайшие населённые пункты — Юдинки на западе, Фомино на севере и Починки на юго-востоке.